# Птица-могильщик
Птица-могильщик (лат. Oreoscopus gutturalis) — вид птиц из семейства шипоклювковых. Единственный вид в роде птицы-могильщики — Oreoscopus North, 1905. Эндемик Австралии. Его природная среда обитания — субтропические или тропические влажные леса и тропические влажные горные районы.